# 北部同盟 (ミャンマー)
北部同盟（ほくぶどうめい、ビルマ語: မြန်မာပြည်မြောက်ပိုင်း မဟာမိတ်တပ်ဖွဲ့、NA-Bとも略される）は、ミャンマーにおける4つの民族的反政府勢力、アラカン軍(AA)、ミャンマー民族民主同盟軍(MNDAA)、タアン民族解放軍(TNLA)、それにカチン独立軍(KIA)からなる軍事同盟である。2016年12月以降、北部同盟はシャン州のムセ、モンコー、パンサイ、ナムカム、クカイ駐留のミャンマー軍と激しい武力衝突を続けている。2019年にはここからカチン独立軍を除いた3勢力が三兄弟同盟を結成している。